# Johann Heinrich Flügel
Johann Heinrich Flügel (* 24. September 1761 in Düren; † 29. Juni 1831 ebenda) war der erste preußische nebenberufliche Bürgermeister der Stadt Düren.
Der Tuchfabrikant Flügel war seit dem 4. November 1794 Munizipalbeamter in Düren. Am 16. April 1798 wurde er Präsident der Munizipalität des Kantons Düren. Maire der Stadt Düren wurde er am 2. Oktober 1800. Von 1814 oder 1815 bis zum 29. Juni 1831 war er der erste preußische Bürgermeister der Stadt.
Sein Nachfolger wurde Friedrich Günther.